# Eublemma angulifera
Eublemma angulifera is een vlinder uit de familie van de familie van de spinneruilen (Erebidae). De wetenschappelijke naam van deze soort is voor het eerst voorgesteld als Mestleta angulifera door Frederic Moore in een publicatie uit 1882.
De soort komt voor in India.